# Filly Funtasia
Filly Funtasia è una serie televisiva spagnola/cantonese/cinese animata creata da Jacob e Henrik Anderson per Dracco Brands. La serie, basata sul marchio di giocattoli Filly è stata trasmessa in Italia il 11 marzo 2019 su Frisbee. La serie è stata anche presentata in anteprima in Cina su iQiyi il 28 novembre 2019.
Il doppiaggio italiano è stato il primo ad essere stato rilasciato.

## Trama generale
Rose è un tenero unicorno rosa e bianca, studente di magia all'accademia del regno di Funtasia. Insieme ai suoi amici, dovrà sconfiggere il malvagio mago Wranglum e il suo assistente.

## Personaggi

### Personaggi principali
- Rose
- Isabella "Bella"
- Lynn
- Cedric
- Willow "Will"

### Personaggi ricorrenti
- Wranglum
- Battiwings
- Zack
- Fabian

## Doppiaggio
| Personaggi | Doppiatori originali | Doppiatori italiani |
| ---------- | -------------------- | ------------------- |
| Rose       | –                    | –                   |
| Bella      | –                    | –                   |
| Lynn       | –                    | Alessandra Cerruti  |
| Cedric     | –                    | –                   |
| Will       | –                    | –                   |
| Wranglum   | –                    | –                   |
| Battiwigs  | –                    | –                   |
| Zack       | –                    | –                   |
| Fabian     | –                    | –                   |

## Episodi
| Nº | Titolo originale        | Titolo italiano            | Prima TV Italia | Prima TV Cina    |
| -- | ----------------------- | -------------------------- | --------------- | ---------------- |
| 1  | The Cupcake Mystery     | Il mistero dei dolcetti    | 11 marzo 2019   | 28 novembre 2019 |
| 2  | The Blue Rainbow        | L'arcobaleno blu           | 12 marzo 2019   | 29 novembre 2019 |
| 3  | Wranglum in Disguise    | Wranglum in incognito      | 13 marzo 2019   | 30 novembre 2019 |
| 4  | Alone at Last           | Finalmente sola            | 14 marzo 2019   | 1 dicembre 2019  |
| 5  | The Evil Garden         | Il giardino malvagio       | 15 marzo 2019   | 2 dicembre 2019  |
| 6  | Dream of Doom           | Sogni di sventura          | 18 marzo 2019   | 3 dicembre 2019  |
| 7  | Bijou on the Loose      | Bijou in libertà           | 19 marzo 2019   | 4 dicembre 2019  |
| 8  | The Magical Maze        | Il labirinto magico        | 20 marzo 2019   | 5 dicembre 2019  |
| 9  | Teacher for a Day       | Insegnante per un giorno   | 21 marzo 2019   | 6 dicembre 2019  |
| 10 | Hide and Seek           | Nascondino                 | 22 marzo 2019   | 7 dicembre 2019  |
| 11 | The Lost Mermaid        | La sirena perduta          | 25 marzo 2019   | 8 dicembre 2019  |
| 12 | The Star Crystal        | Il cristallo stella        | 26 marzo 2019   | 9 dicembre 2019  |
| 13 | Farina, the Fire Dragon | Farina, il drago del fuoco | 27 marzo 2019   | 10 dicembre 2019 |